# رونان كيروش دي باولا أفونسو
رونان كيروش دي باولا أفونسو هو لاعب كرة قدم برازيلي في مركز الوسط، ولد في 29 أغسطس 1994 في فيتوريا، البرازيل في البرازيل. لعب مع ليغيا وارسو ونادي فلومينينسي.

## وصلات خارجية
- رونان كيروش دي باولا أفونسو على موقع قاعدة بيانات كرة القدم.إي يو (الإنجليزية)
- رونان كيروش دي باولا أفونسو على موقع Soccerway.com (الإنجليزية)
- رونان كيروش دي باولا أفونسو على موقع AS.com (الإسبانية)